# Матіас Мюллер
Матіас Мюллер (нім. Mathias Müller, нар. 3 квітня 1992, Гамбург, Німеччина) — німецький хокеїст на траві, бронзовий призер Олімпійських ігор 2016 року, срібний призер Олімпійських ігор 2024 року.

## Виступи на Олімпіадах
| Олімпіада           | Дисципліна     | Місце |
| ------------------- | -------------- | ----- |
| Ріо-де-Жанейро 2016 | хокей на траві | 3     |
| Париж 2024          | хокей на траві | 2     |

## Зовнішні посилання
- Матіас Мюллер — олімпійська статистика на сайті Sports-Reference.com (англ.) (архівна версія)